# Munich Central Collecting Point

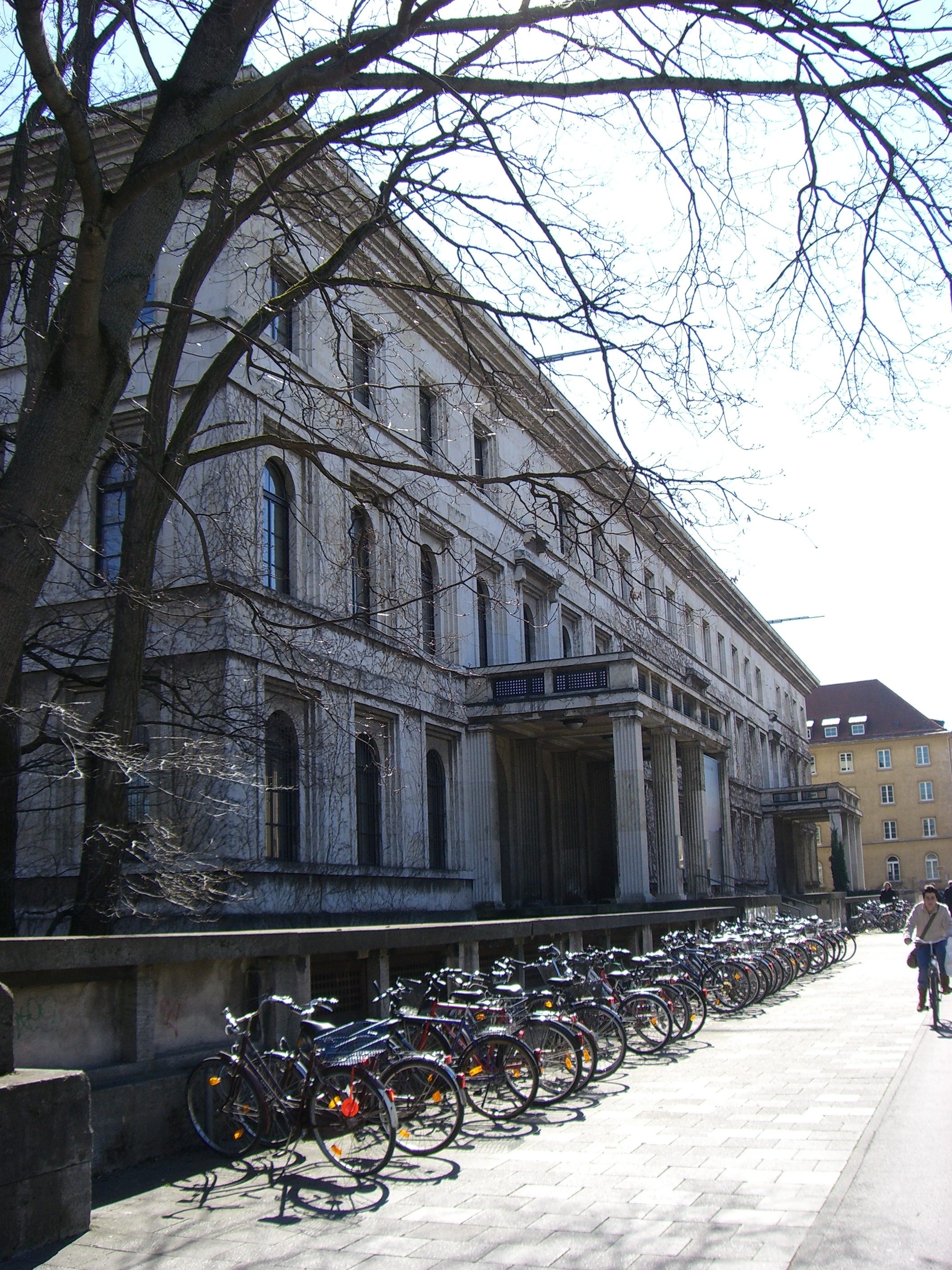
Galerie I du Point de collecte central, anciennement un bâtiment administratif nazi, qui fait aujourd'hui partie de la Maison des Instituts culturels de Munich.

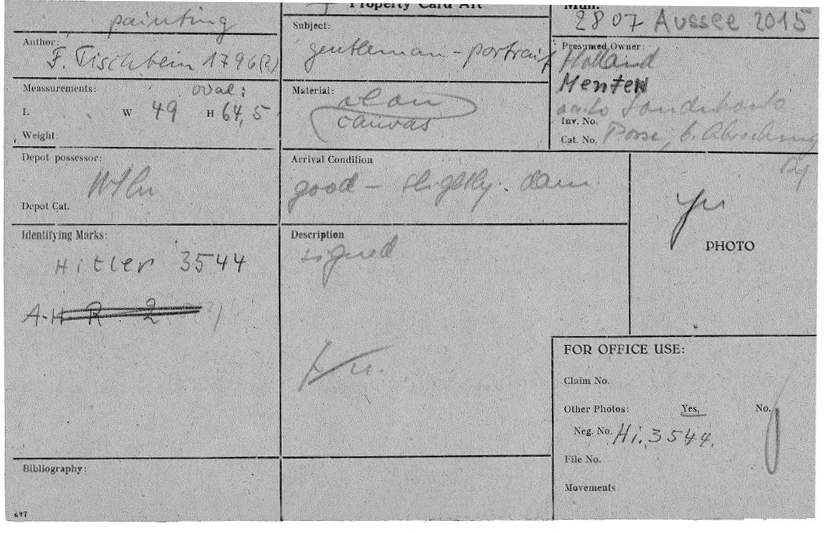
Dossier de restitution du tableau Portrait d'un officier de Johann Friedrich August Tischbein. Le tableau était destiné au Führermuseum de Linz. Hans Posse l'a acheté à Pieter Menten pour 3000 florins.

Le Munich Central Collecting Point (traduisible par : « point de collecte central de Munich ») est un ancien dépôt utilisé par le Monuments, Fine Arts, and Archives program (programme Monuments, Beaux-Arts et Archives) après la fin de la Seconde Guerre mondiale pour traiter, photographier et redistribuer les œuvres d'art et les objets culturels qui avaient été confisqués par les nazis et cachés dans toute l'Allemagne et l'Autriche. D'autres points de collecte centraux étaient situés à Marbourg, Wiesbaden et Offenbach-sur-le-Main, dans le but général de restituer les objets à leur pays d'origine.
Le lieutenant Craig Hugh Smyth (en) a été chargé d'établir le point central de collecte de Munich en juillet 1945, en transformant d'anciens bureaux du parti nazi en un dépôt doté de studios de photographie et de laboratoires de conservation. Les activités du dépôt étaient dirigées par Herbert S. Leonard.
Le point central de collecte de Munich traitait principalement des œuvres d'art provenant de musées européens et de collections privées, dont la collection d'Hitler trouvée à Altaussee. Il s'agissait de peintures, de sculptures, d'objets en métal et d'autres objets. Ces activités de restitution à Munich ont cessé en 1951.
En 2016, des journalistes d'investigation du Süddeutsche Zeitung ont rapporté que la Commission for Looted Art in Europe (en), avait découvert que « les Monuments Men ont traqué les œuvres d'art pillées par les nazis, seulement pour que les directeurs de musées allemands le restituent aux familles des dirigeants nazis plutôt qu'aux familles juives qui en étaient les propriétaires légitimes. »
Les archives des documents relatifs au Point central de collecte de Munich se trouvent dans deux dépôts aux États-Unis. Les fiches d'inventaire originales et les photographies d'œuvres d'art sont conservées par la National Archives and Records Administration. Il existe d'autres archives de photographies, ainsi que des copies sur microfilm des fiches d'inventaire, dans les Archives photographiques de la National Gallery of Art à Washington.